# Продування свердловин
Продува́ння свердлови́н (рос. продувка скважин; англ. air flushing, blowing-out, нім. Freifördern n eines Bohrlochs, Sauberfördern n einer Sonde) — різновид промивання (промивання) свердловин при бурінні та розкритті продуктивних пластів, коли як циркулююче середовище використовують дисперсні системи з густиною до 1000 кг/м3, які складаються із газоподібного та рідкого компонентів. Використання дисперсних систем (газоподібних аґентів) при бурінні знижує аерогідродинамічні тиски, що полегшує відокремлення вибурених частинок породи від вибою, покращує його очищення високотурбулентним потоком циркулюючого аґента малої в'язкості. При цьому не утворюється глиниста кірка, яка запобігає руйнуванню порід і знижує продуктивність колектора тощо. Буріння з продуванням забезпечує підвищення[яке?] техніко-економічної ефективності.
Продування свердловини здійснюються:
- для очищення привибійної зони від рідини і бруду;
- під час ліквідації гідратів;
- після проведення капітальних, поточних ремонтів та інтенсифікації;
- під час газодинамічних досліджень.

Всі продування, що пов'язані з випусканням природного газу в атмосферу, за виключенням продувань привибійної зони для очищення від рідини, бруду і ліквідації гідратів, проводяться при обов'язковому вимірюванні на лінії скидання газу з свердловини кількості витраченого газу за допомогою газового лічильника або прувера (ДВКТ — діафрагменний вимірювач критичної течії) в залежності від виду роботи. Як виняток, допускається визначення дебіту газу за методом «бокового статичного тиску».
Проведення випускання і продування свердловини через груповий свічний колектор допускається лише у випадку відсутності лінії скидання газу з свердловини, у решті — забороняється.
Періодичність викидів газу зі свердловин під час проведення різних видів робіт повинна чітко збігатися з фактичним виконанням поточного і капітального ремонту свердловини, гідрогеологічних, промислово-геофізичних та газодинамічних досліджень.